# Céline Cuisant-Garcia
Pour les articles homonymes, voir Céline Garcia et Garcia.
Céline Cuisant-Garcia, née le 6 janvier 1976 à Dole, est une rameuse d'aviron française.

## Carrière
Céline Cuisant-Garcia remporte avec Christine Gossé la médaille d'argent en deux sans barreur aux Championnats du monde d'aviron 1995 à Tampere.

## Palmarès

### Championnats du monde
- 1995 à Tampere
  -  Médaille d'argent en deux sans barreur